# Bikava
Bikava je potok v Litvě, v Žemaitsku, teče v Tauragėském a Klaipėdském kraji, v okresech Šilalė a (převážně) Šilutė. Pramení 2 km na severovýchod od Aušbikavisu. Teče zpočátku směrem západojihozápadním, na západ od Aušbikavisu se stáčí prudce na jihovýchod, východ a východojihovýchod, přičemž míjí jižní okraj Aušbikavisu, míjí od severu obec Gorainiai, dále protéká Bikavėny, které podle ní dostaly jméno. Do řeky Jūra se vlévá v Bikavėnech, 94,8 km od jejího ústí do Němenu, jako její pravý přítok. Potok kromě několika cest místního významu překlenuje v Bikavėnech také silnice č. 165 Šilutė - Šilalė.

## Přítoky
Potok má jeden, málo významný, pravý přítok.